# Biologická makromolekula

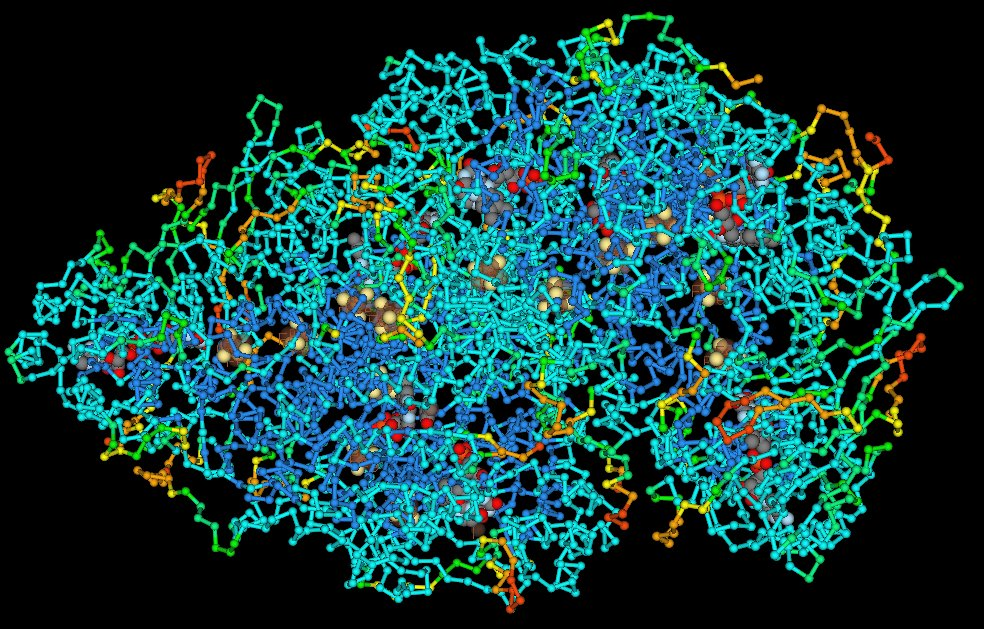
Ukázka makromolekuly proteinu.

Biologická makromolekula, biomakromolekula nebo biopolymer je látka, která vzniká v organizmu a skládá se z více stejných či různých nízkomolekulárních látek. Mnoho makromolekul jsou polymery skládající se z menších molekul, nazývaných monomery. 
Makromolekuly se obvykle označují takové molekuly, jejichž molární hmotnost přesahuje 10 000 g/mol. Z chemického hlediska jde především o proteiny, nukleové kyseliny a polysacharidy.

Ukázka části makromolekuly nukleové kyseliny DNA.

Termín makromolekula byl zaveden v roce 1922 Hermannem Staudingerem.

## Základní pojmy
- Monomer – výchozí nízkomolekulární látka pro vznik polymeru.
- Polymer – makromolekulární látka přírodního nebo syntetického původu vytvořená mnohonásobným opakováním malých molekul monomerů vázaných mezi sebou.
- Polymerační stupeň – udává počet strukturních jednotek zabudovaných v makromolekule.
- Homopolymer – polymer, jehož makromolekuly jsou tvořeny z monomerů jednoho druhu.
- Kopolymer – polymer, jehož makromolekuly jsou tvořeny z monomerů dvou nebo více druhů s různým uspořádáním.
- Lineární polymer – polymer s lineárním tvarem makromolekul, který vzniká z dvoufunkčních monomerů.
- Rozvětvený polymer – polymer s rozvětveným tvarem makromolekul, který vzniká z vícefunkčních monomerů.

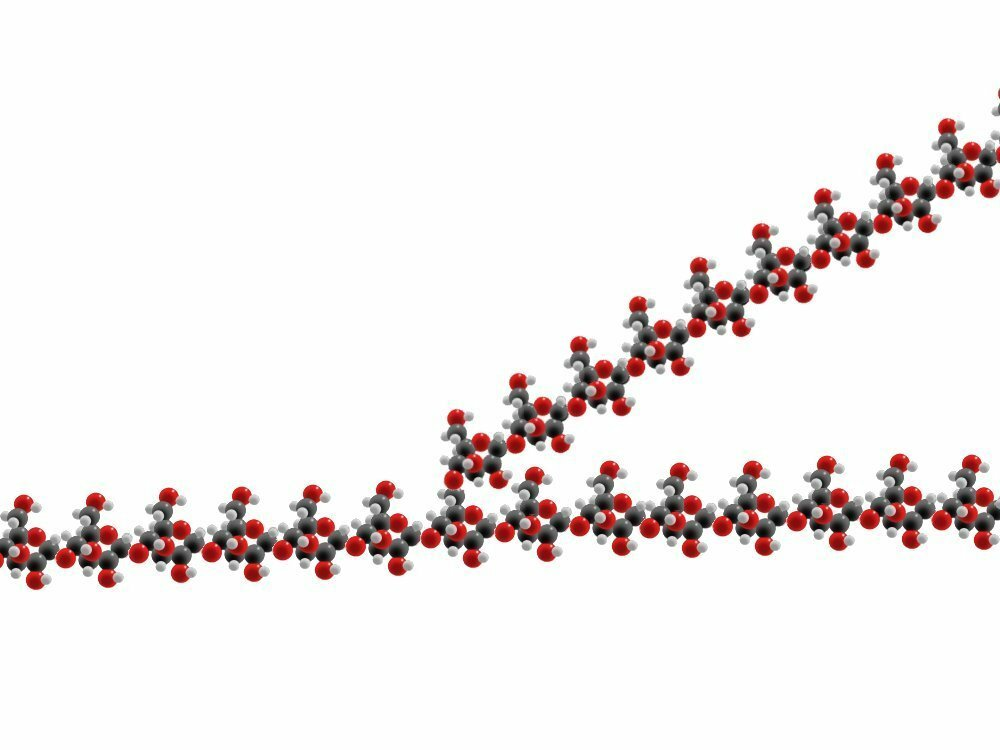
Ukázka části makromolekuly polysacharidu glykogenu.

- Ukázka části makromolekuly polysacharidu glykogenu.Zesíťovaný polymer – polymer s makromolekulami, které jsou vzájemně zesíťované, vzniká z vícefunkčních monomerů.
- Mezimolekulární síly – síly, které působí mezi makromolekulami.

## Velikost makromolekul
Velikost molekul chemických sloučenin se vyjadřuje molární hmotností. Podle molární hmotnosti rozdělujeme látky na nízkomolekulární a makromolekulární. Nízkomolekulární látky mají hmotnost nižší než 10 000 g/mol a makromolekulární látky vyšší než 10 000 g/mol. Vedle molární hmotnosti se velikost makromolekul často vyjadřuje polymeračním stupněm, který udává počet strukturních jednotek tvořících makromolekulu. 
Velikost makromolekul je jedním ze základních faktorů, které určují fyzikální a mechanické vlastnosti polymeru. 

## Tvar makromolekul
Makromolekuly mohou být lineární, rozvětvené nebo zesíťované (vzájemně propojené do souvislé trojrozměrné struktury).
Hlavní řetězec makromolekul, nazývaný také páteřní řetězec, je většinou tvořen atomy uhlíku. Na atomy, které tvoří páteř řetězce, se vážou další atomy uhlíku, vodíku, kyslíku, dusíku, síry, chloru, fluoru, křemíku apod. 

## Mezimolekulární síly
V makromolekulách jsou atomy vázány velmi silnými primárními chemickými vazbami (kovalentní vazbou). Mezi jednotlivými makromolekulami se uplatňují poměrně slabé sekundární síly (přirozené a indukované elektrické dipóly). Zvláštním případem mezimolekulárních sil jsou vodíkové můstky (vodíkové vazby), kdy se přitahují atomy vodíku H+ a atomy s volným elektronovým párem v sousedních makromolekulách (např. O−, N−). Tato vazba je typická pro silně polární polymery.
Charakter mezimolekulárních sil ovlivňuje tání, rozpustnost a další mechanické vlastnosti polymerů.